# 罗尚才
罗尚才（1929年2月—2008年10月28日），男，布依族，贵州镇宁人，中华人民共和国政治人物，中国共产党党员。

## 生平
中华人民共和国成立后，历任贵州省镇宁县村农会主席，区公所民政助理、土改工作组组长、募役区副区长，副县长、县长、县委副书记、县委书记，安顺地区行署农办副主任等职。
文化大革命时期受到冲击。后历任安顺地区革委会农办副主任，中共镇宁县委第一书记、县革委会主任，贵州省委组织部副部长，黔南自治州委第一书记，贵州省人民政府副省长，贵州省人大常委会副主任等职。1998年3月，第九届全国人大第一次会议上，他当选全国人民代表大会常务委员会委员。
2008年10月28日在贵阳逝世。